# Xerraire encaputxat
El xerraire encaputxat (Garrulax milleti) és un ocell de la família dels leiotríquids (Leiothrichidae).

## Hàbitat i distribució
Habita els boscos de les muntanyes del sud del Vietnam al centre i sud d'Annam i Cotxinxina.